# سور البلوش
تقع سور البلوش في ولاية شناص بمنطقة شمال الباطنة تحدها من الشمال منطقة سور المزاريع ومن الجنوب منطقة النعمى. وعُرفت سور البلوش أيضا باسم آخر قديما (حسيفين) حيث توجد بعض المسميات مثل فريق نادي حسيفين الرياضي. وتوجد في سور البلوش بعض المنازل القديمة والأثرية وتتميز بمنظرها العريق. وأشهر مساجد سور البلوش وهو مسجد الجامع ويعد من أكبر مساجد ولاية شناص.
وكان بها مرسى للسفن التجارية وتسمى باللهجة الدارجة (الفرضة) وهذه السفن كانت محملة البضائع من إيران والهند وباكستان مثل المواد الغذائية والديزل والبنزين وغيرها من هذه المشتقات و كان يصدر منها قديما التمر والليمون المجفف.